# Arma nuclear

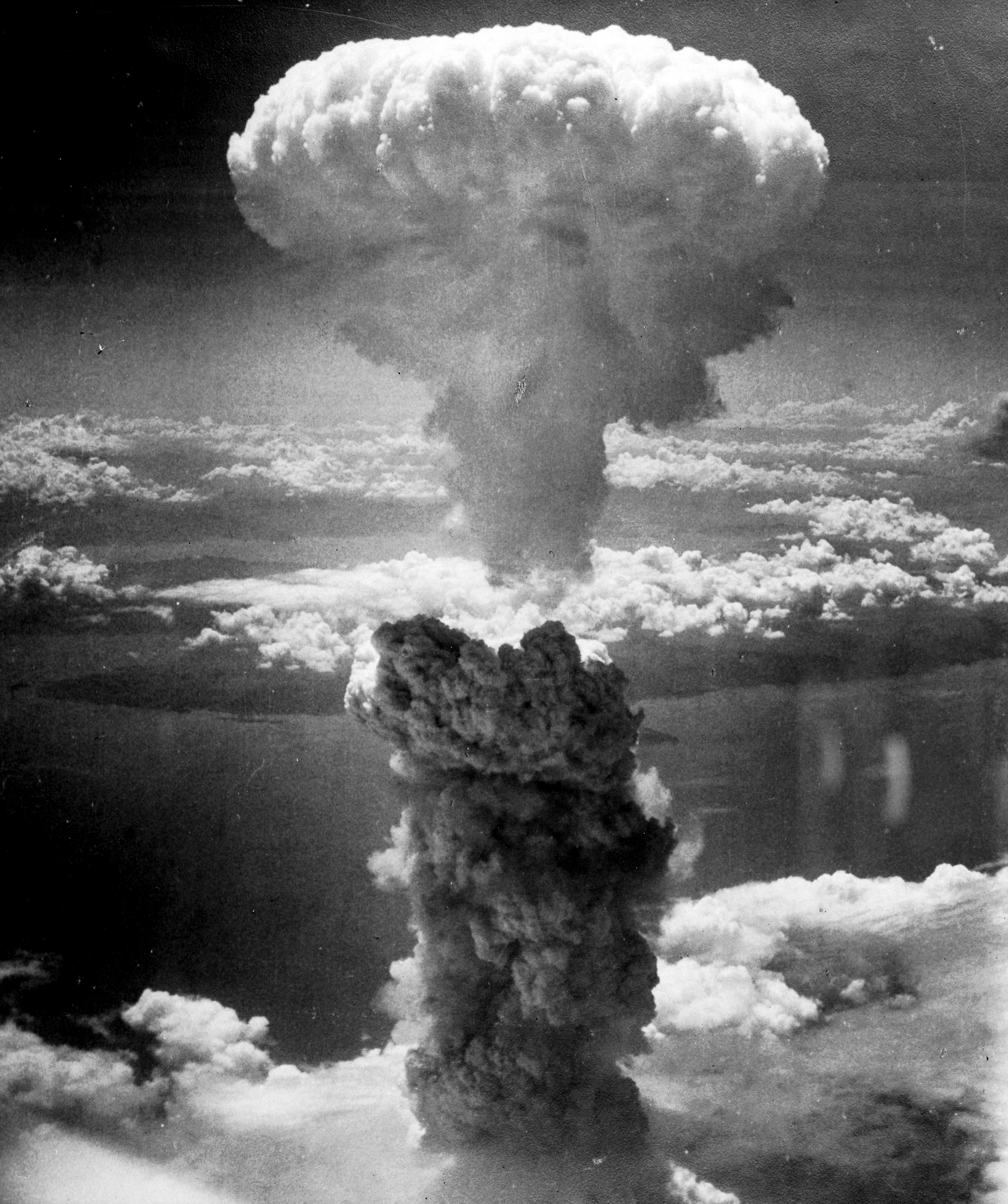
Núvol radioactiu després de l'explosió de la bomba atòmica de Nagasaki (1945)

Una arma nuclear és una arma que genera una gran quantitat d'energia a partir d'una reacció de fissió o de fusió nuclear. Aquest tipus d'armes tenen una gran capacitat destructiva, i són les més potents que s'han utilitzat mai. Actualment, només un grup relativament reduït de països reconeix que disposa d'armes nuclears. Les armes nuclears adopten molts formats i poden ser llançades des d'avions o mitjançant coets i míssils des de submarins, portaavions, bases militars, etc. Les armes nuclears s'utilitzen principalment per a matar i crear danys humans, materials i econòmics, també poden tenir un ús secundari com a demostració de superioritat i amenaça.
En temps de guerra només han estat utilitzades en dues ocasions: a Hiroshima el 6 d'agost de 1945 i a Nagasaki tres dies després. Els tipus de bomba utilitzats van ser respectivament una bomba d'urani i una de plutoni (les dues eren bombes A). Cent vint mil persones van morir immediatament i el dos-centes quaranta mil a causa dels efectes a mitjà i llarg termini d'aquestes armes fonamentalment a conseqüència de malalties provocades per l'exposició a la radiació. A les dues ciutats, la majoria dels morts foren civils. Aquests són els únics bombardejos nuclears que han tingut lloc en temps de guerra. Des d'aleshores han explotat unes dues mil bombes nuclears, la majoria com a part d'investigacions per al desenvolupament armamentístic nuclear, per part de set estats: els Estats Units, la Unió Soviètica, França, El Regne Unit, la Xina, l'Índia i el Pakistan. Se sospita que altres països tenen capacitat nuclear, mantenint-ho en secret; es creu que Israel posseeix armes nuclears, encara que no ho reconeix. Un estat, Sud-àfrica, ha admès haver fabricat armes nuclears anteriors en el passat, però des d'aleshores ha desmuntat el seu arsenal i sotmès a les salvaguardes internacionals.
La primera bomba atòmica provada, alliberà una quantitat d'energia d'aproximadament 20 mil tones de TNT. Una arma atòmica moderna, com la bomba atòmica B83 de poc més de 1.100 kg, pot produir una força explosiva comparable a la detonació de més d'1,2 milions de tones (1,1 milions de tones mètriques) de TNT.
Es divideixen en dos tipus segons el seu mecanisme d'actuació:
- Les anomenades bombes atòmiques o bombes A són les que utilitzen una reacció nuclear de fissió.
- Les anomenades bombes d'hidrogen o bombes H utilitzen una reacció nuclear de fusió i són molt més potents que les anteriors.

## Història

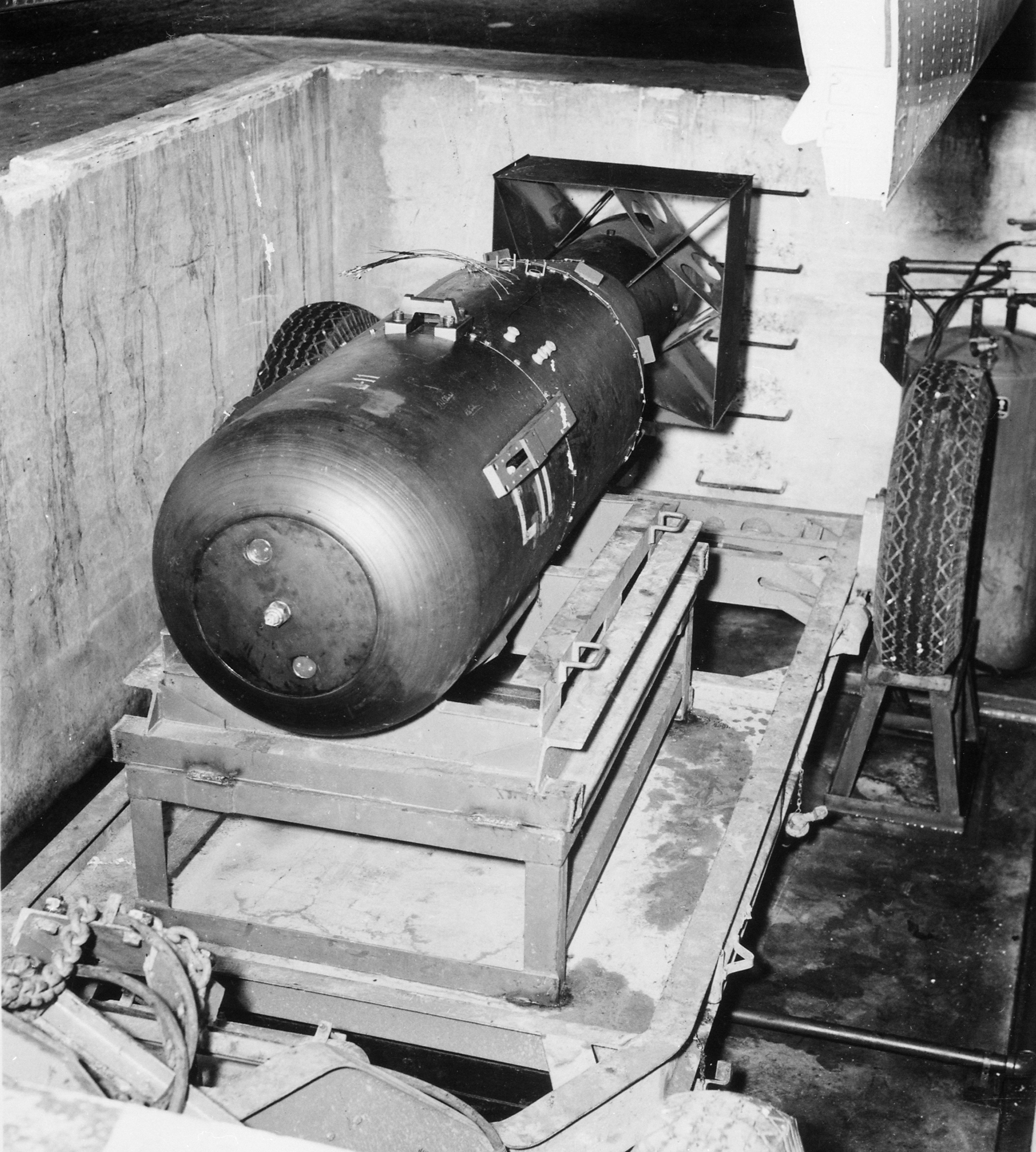
Bomba atòmica Little Boy 2

El desembre de 1938, els químics alemanys Otto Hahn i Fritz Strassmann van enviar un manuscrit a la revista Die Naturwissenschaften en el que informaven que havien detectat l'element bari després de bombardejar amb neutrons l'urani; al mateix temps, es van comunicar aquests resultats a Lise Meitner. Meitner i el seu nebot Otto Robert Frisch, van interpretar correctament aquests resultats com una fissió nuclear. Frisch confirmà experimentalment les dades rebudes el 13 de gener de 1939. Fins i tot abans de la publicació, Meitner i Frisch interpretaren l'obra de Hahn i Strassmann i van creuar l'oceà Atlàntic amb Niels Bohr, que va anar a donar una conferència a la Universitat de Princeton. Isidor Isaac Rabi i Willis Lamb, dos físics de la Universitat de Colúmbia que treballaven a Princeton, van escoltar la notícia i la van difondre a Colúmbia. Rabi va dir que li ho havia comentat a Enrico Fermi i que aquest el va creure. Bohr, al cap de poc, va anar de Princeton a Colúmbia per veure Fermi. En no trobar-lo a la seva oficina, Bohr va anar a la zona del ciclotró i es trobà amb Herbert Anderson. Bohr el va agafar per l'espatlla i va dir: "Jove, deixa que t'expliqui alguna cosa nova i excitant de la física".
Estava clar que hi havia un nombre de científics a la Universitat de Colúmbia que tractaven de detectar l'energia alliberada en la fissió nuclear de l'urani després d'un bombardeig de neutrons. El 25 de gener de 1939 un equip experimental de la Universitat de Colúmbia va realitzar el primer experiment de fissió nuclear als Estats Units al soterrani de Pupin Hall. Els membres de l'equip van ser Herbert L. Anderson, Eugene T. Booth, John R. Dunning, Enrico Fermi, G. Norris Glasoe, i Francis G. Slack.
Entre 1942 i 1944 un grup d'accions de sabotatge, que constituïren l'anomenada batalla de l'aigua pesant, fetes pel moviment de resistència noruec i els bombardejos dels aliats van aconseguir la destrucció de la planta i la pèrdua de l'aigua pesant produïda. Aquestes accions, amb els noms en clau "Freshman, "Grouse" i "Gunnerside", van aconseguir aturar la producció de la planta a principis de 1943 i aturar de fet la recerca nuclear nazi.
Al final de la Segona Guerra Mundial, el president dels EUA, Harry Truman, va prendre la decisió de llançar dues bombes atòmiques sobre el Japó, que era l'últim país que quedava per rendir-se.
El 6 d'agost de 1945 la ciutat d'Hiroshima va quedar destruïda en el primer bombardeig atòmic de la història. El 9 d'agost de 1945 es llançà sobre la ciutat de Nagasaki la segona, i per ara última, bomba atòmica en temps de guerra. El Japó capitulà sense condicions. La signatura de l'armistici es va realitzar el 2 de setembre de 1945 a bord del cuirassat Missouri.
A part del llançament d'aquestes dues bombes atòmiques durant la II Guerra Mundial, s'han realitzat des de l'any 1945 més de 2000 proves nuclears en més de 30 emplaçaments. La primera explosió nuclear de prova de la història la van portar a terme els EUA a les 17:30h (hora local) del 16 de juliol de 1945 al desert d'Alamogordo a l'Estat de Nou Mèxic (EUA). El projecte per a la fabricació de la bomba atòmica havia estat aprovat el 18 de juny de 1942 pel president nord-americà Franklin Delano Roosevelt amb el nom de Projecte Manhattan.
Durant la guerra freda el perill d'un enfrontament nuclear entre Estats Units i la Unió Soviètica condicionava les relacions internacionals. Quan les relacions diplomàtiques van anar millorant es van signar entre les dues superpotències diversos acord de limitació de la força nuclear.
Amb la fi del règim soviètic la tensió va agafar altres escenaris com Corea del Nord, Índia i Pakistan o l'Orient Mitjà.

## Tecnologia
L'urani natural es compon principalment de l'isòtop 238, que no pot iniciar per ell mateix una reacció nuclear en cadena però pot absorbir un neutró i desintegrar-se en plutoni 239 per emissió i absorció de neutrons, i una petita part (voltant el 0,7%) d'urani 235, molt radioactiu. Aquests dos isòtops tenen un pes diferent voltant l'1%, la qual cosa permet, amb un procés d'enriquiment de l'urani molt llarg i costós, la concentració de l'isòtop 235. Amb l'urani empobrit obtingut com a residu i una mica de plutoni, un altre producte molt utilitzat a l'armament nuclear, es pot obtenir un combustible nuclear anomenat MOX.
A una massa crítica d'urani altament enriquit, per terme mitjà, un dels dos o tres neutrons alliberats per la fissió d'un nucli d'urani 235 acaba provocant una nova fissió, la majoria dels neutrons escapa per la superfície, i no hi ha explosió. Perquè una bomba com la d'Hiroshima esclati es necessita un mecanisme que uneixi de forma ràpida dues masses subcrítiques, simplement llançant una massa contra l'altra. En el cas d'Hiroshima l'energia de la bomba es va alliberar en una milionèsima part de segon. En un tipus de bomba com la de Nagasaki n'hi havia prou amb menys d'una massa crítica, donat que l'explosió fou produïda per implosió, en aquest cas la massa es fa supercrítica per l'explosió de càrregues explosives externes, per la qual cosa es redueixen els espais per allà on poden fugir els neutrons sense generar fissions.
Per poder fabricar una arma nuclear es necessita urani enriquit amb més del 20% de l'isòtop 235; per davall del 20% la massa crítica és massa grossa per poder fer un aparell efectiu, en canvi una massa crítica d'urani enriquit al 93%, envoltat per un deflector de neutrons de beril·li de cinc centímetres de gruix seria de vint-i-dos quilograms. Per arribar a la massa crítica amb urani enriquit al 20% fan falta quatre-cents quilograms aproximadament.

## Tipus d'armes nuclears
Les armes nuclears es poden classificar segons el tipus de reacció nuclear que allibera l'energia de l'explosió i segons el seu disseny intern. Tot i això, totes les armes nuclears construïdes fins a l'actualitat depenen d'una reacció de fissió per iniciar l'alliberament d'energia. Generalment, les armes nuclears es classifiquen en els següents tipus:

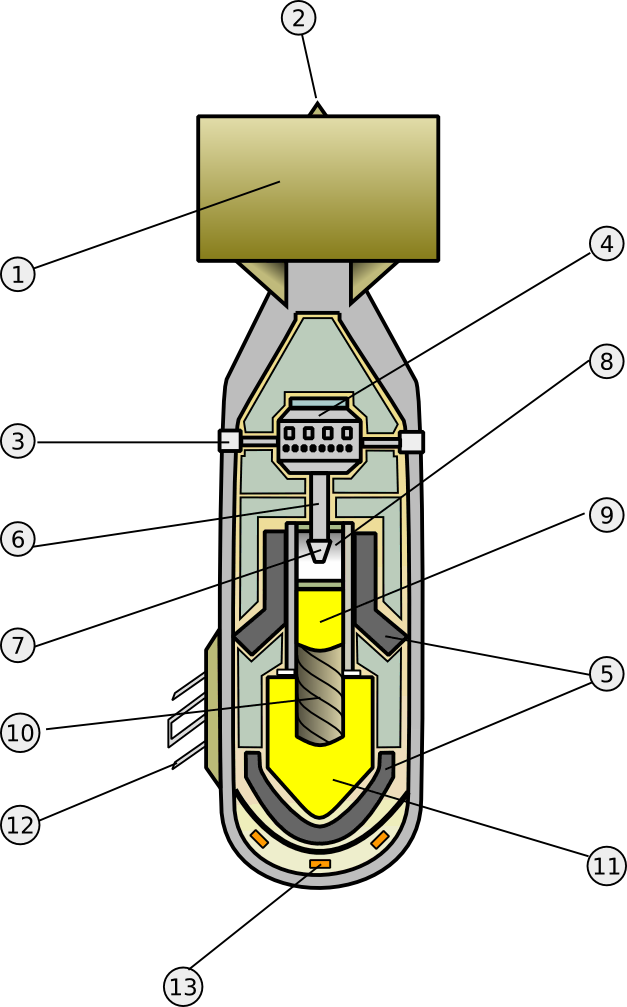
Esquema de la bomba atòmica Little Boy
1.Aletes de la cua en forma de caixa.
2.Conjunt de la recambra del canó d'acer.
3.Detonador.
4.Cordite (explosiu propulsor sense fums convencional).
5.Projectil d'urani-235. Sis anells (26 kg) en un contenidor prim d'acer.
6.Dispositius sensor de la pressió atmosfèrica i col·lector.
7.Revestiment contenidor de la bomba.
8.Equip de fusibles i muntada.
9."Bala" d'urani-235 (característiques tècniques: 24 kg, 16 cm de longitud, 10 cm de diàmetre)
10. Cilindre del canó (el dibuix no es correspon amb les proporcions: tenia uns 180 cm de llarg, amb un diàmetre intern de 10 cm)
11."Diana" d'urani-235 (característiques tècniques: 36 kg) amb receptacle (el reflector de neutrons és just a dalt)
12.Antena de l'altímetre Archie (4xAPS-13).
13.Fusibles (posats per armar la bomba just abans de llançar-la).

### Bombes de fissió
Les bombes de fissió obtenen la seva energia enterament a partir del procés de fissió d'àtoms pesants, generalment urani o plutoni. Aquests àtoms tenen isòtops radioactius i alguns d'aquests, com l'U-235 i el Pu-239, es poden utilitzar per fabricar bombes atòmiques.
El material radioactiu es manté separat en dos nuclis, cadascun amb una massa inferior a la massa crítica. En el moment de l'explosió, les dues masses subcrítiques s'uneixen formant una massa supercrítica per mitjà d'un explosiu convencional.
Aquest tipus d'arma nuclear és la més senzilla de fabricar i és el que es va utilitzar per a la primera prova d'una bomba atòmica (prova Trinity, projecte Manhattan) i en els bombardejos atòmics d'Hiroshima i Nagasaki al final de la Segona Guerra Mundial.
L'energia alliberada per aquest tipus de bombes sol ser d'unes quantes desenes de quilotones (kt). Aquesta, ve limitada per la quantitat de material radioactiu que es pot acumular en les masses subcrítiques sense que s'assoleixi la massa crítica. La major bomba de fissió mai llançada tenia una potència de 500kt.

### Bombes de fissió augmentades
En aquest tipus de bombes es col·loca una mica de deuteri i de triti junt amb el material fissionable, al nucli de la bomba. Les elevades temperatures produïdes per la fissió inicien la fusió d'aquests dos isòtops de l'hidrogen. La reacció de fusió produeix molts neutrons d'alta energia que acceleren el procés de fissió. D'aquesta manera una proporció més gran de nuclis pesants es poden fissionar abans la força de l'explosió no separi el material radioactiu.
Aquest mètode pot arribar a doblar la potència d'una bomba de fissió (per exemple, una bomba de 20kt pot passar a ser de 40kt). Tot i això, la contribució de la reacció de fusió a aquesta potència és molt petita (un 1%). Les bombes de fissió augmentades són el primer pas cap a aconseguir una veritable bomba de fusió atòmica.

### Bombes de fissió-fusió
Les bombes de fissió-fusió o bombes termonuclears obtenen la seva energia a partir de la fusió d'isòtops pesants de l'hidrogen, com el deuteri i el triti, continguts en forma de tritiur, o deuteriur de liti. Aquests isòtops són inestables, i a més el triti també és radioactiu, per això s'usen combinats amb el liti, que, quan absorbeix neutrons, producte de les reaccions nuclears, esdevé també radioactiu, i acaba contribuint a l'explosió de la bomba.
La reacció de fusió és engegada per una reacció de fissió que al seu torn és iniciada per un explosiu convencional. Per això s'anomenen bombes de fissió-fusió, perquè no és possible assolir les temperatures necessàries per engegar la reacció de fusió sense una reacció de fissió prèvia.
Una bomba com aquesta, que obté la major part de la seva energia d'una reacció de fusió, s'anomena una «bomba neta», perquè deixa relativament pocs residus radioactius.
Les bombes de neutrons deixen escapar gran quantitat de neutrons produïts per una reacció de fusió. L'enorme poder de penetració dels neutrons destrueix qualsevol forma de vida, tot i produir relativament pocs danys a les estructures.

### Bombes de fissió-fusió-fissió
En aquest cas, els neutrons produïts per les dues primeres reaccions produeixen la fissió d'una capa externa d'elements pesants.
Aquest tipus de bomba, on gran part de l'energia alliberada prové d'una reacció de fissió, s'ha anomenat «bomba grossa bruta», per la gran quantitat de residus radioactius que deixa. No s'ha de confondre aquesta «bomba grossa bruta» amb la que s'esmenta més avall.
Actualment es parla de les «bombes brutes», que no responen al concepte de bomba nuclear. Són bombes convencionals que contenen material radioactiu, que queda dispers després de l'explosió. Es pot dir que mentre les bombes nuclears són armes de destrucció massiva, car destrueixen tant les vides humanes com les estructures com edificis, màquines, instal·lacions, etc.; les bombes brutes són armes de desestructuració massiva, perquè poden produir pocs danys al principi, però poden fer inhabitable un lloc per molt de temps.

## Efectes
L'energia alliberada en una explosió nuclear és de quatre tipus:
- Explosió (ona expansiva i ona tèrmica), cap a 40%-60% de l'energia total.
- Radiació tèrmica, cap a 30%-50% de l'energia total.
- Radiació ionitzant, cap a 5% de l'energia total.
- Radiació residual, cap a 5%-10% de l'energia total.

Els efectes de l'explosió i de la radiació tèrmica són immediats i devastadors, ja que tenen com a objectiu causar el major nombre de víctimes possible. Per exemple, 85% dels morts atribuïts a la bomba d'Hiroshima. Les bombes d'Hiroshima i Nagasaki van provocar prop d'un centenar de milers de morts per síndrome d'irradiació aguda.
Els efectes tòxics de la radiació a llarg termini també són molt importants, i poden manifestar-se durant un període molt més llarg. Afecten directament a la descendència de les persones exposades a aquestes (malformacions congènites, etc.) i també de manera indirecta, ja que el sòl i l'aigua, que podrien usar per a cultius, per exemple, com els habitatges, queden contaminats, i la radiació roman als aliments que s'hi poguessin cultivar i menjar. L'aire transporta la contaminació radioactiva a milers de quilòmetres de distància i la transmet al sòl i a les masses d'aigua.

## Proliferació nuclear
La proliferació nuclear o proliferació de l'armament nuclear és la relació entre el desenvolupament de la tecnologia nuclear per a fins civils (bàsicament centrals nuclears per a produir electricitat) i el de la tecnologia nuclear per a finalitats bèl·liques, com la fabricació d'armes nuclears. La majoria de països del món ha signat un Tractat de No Proliferació Nuclear que està en contra de, per exemple, l'ús del plutoni 239 (plutoni radioactiu) per a qualsevol fi. El plutoni 239 és un subproducte que es genera en gran quantitat en la combustió d'urani a les centrals nuclears, i que seria un residu sense valor si no fos un dels materials emprats a l'armament nuclear. Resulta així que les plantes d'enriquiment i de reprocessament de combustible nuclear resulten avantatjoses des d'un punt de vista bèl·lic.
Generalment, quan una persona o entitat no governamental parla de "proliferació nuclear" es refereix a qualsevol país del món, sense distinció. En canvi, el Tractat de No Proliferació Nuclear està en contra del desenvolupament d'armament nuclear a la majoria de països, però sí que ho permet a només cinc d'ells. Naturalment també hi ha altres països al món que tenen armes nuclears i molts més d'ells que investiguen i desenvolupen tecnologies nuclears per a diversos objectius.

### Desarmament
El desarmament nuclear es refereix tant a l'acte de la reducció o eliminació de les armes nuclears i l'estat final d'un món lliure d'armes nuclears, en què les armes nuclears són eliminades del tot. S'inicià el 1963 amb el Partial Test Ban Treaty (Tractat de prohibició parcial dels assaigs) i va continuant fins al 1996 amb el Comprehensive Test Ban Treaty (Tractat de prohibició completa dels assaigs), hi ha hagut nombrosos tractats per limitar o reduir els assajos amb armes nuclears i les existències d'aquest tipus d'armament. El 1968, el Nuclear Non-Proliferation Treaty (Tractat de No Proliferació Nuclear) tenia com una de les seves condicions explícites que tots els signants han de "celebrar negociacions de bona fe" per assolir l'objectiu a llarg termini del "desarmament total". No obstant això, cap estat nuclear ha complert aquests aspectes de l'acord que tenen força obligatòria.
Només un país, Sud-àfrica ha renunciat totalment les armes nuclears que havien desenvolupat de forma independent. Un nombre d'exrepúbliques soviètiques com Belarús, Kazakhstan i Ucraïna van retornar a Rússia les armes nuclears estacionades als seus països després del desmembrament de l'URSS.
Els partidaris del desarmament nuclear van considerar que disminuiria la probabilitat d'una guerra nuclear, sobretot si succeïa per accident. Els crítics del desarmament nuclear defensen que soscavaria la dissuasió i podria conduir a una inestabilitat global cada vegada més gran. Diversos funcionaris del govern nord-americà que estaven en funcions durant el període de la Guerra Freda, com Henry Kissinger, George P. Shultz, Sam Nunn i William Perry, posteriorment han estat defensant l'eliminació de les armes nuclears. El gener de 2010, Lawrence M. Krauss va afirmar que "cap problema té més importància per a la salut a llarg termini i la seguretat de la humanitat que l'esforç per reduir, i potser un dia, lliurar al món de les armes nuclears".
En els anys posteriors a la fi de la Guerra Freda, hi ha hagut nombroses campanyes per instar a l'abolició de les armes nuclears, com l'organitzat pel moviment de Global Zero que amb l'objectiu d'un "món sense armes nuclears" va ser defensada pel president dels Estats Units, Barack Obama, en un discurs d'abril de 2009 a Praga. Una enquesta de la CNN d'abril de 2010 senyalava que el públic nord-americà estava gairebé dividits en parts iguals sobre la qüestió.

## Països amb armament nuclear

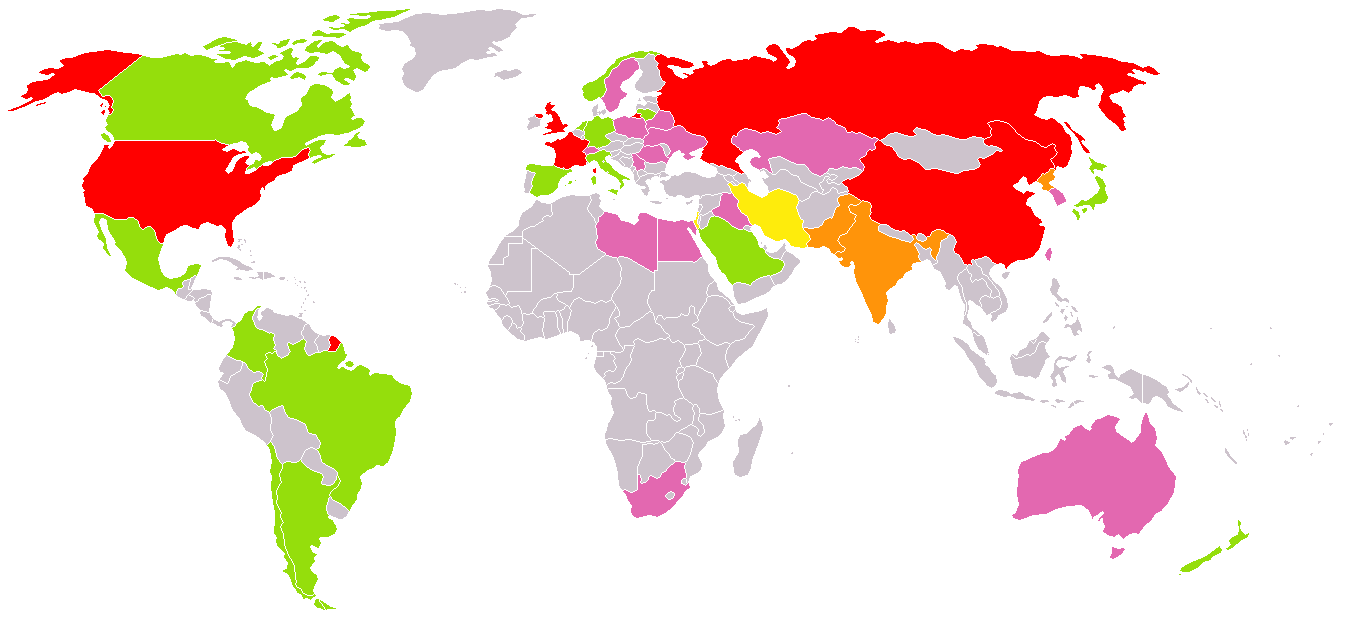
Mapa mundial amb l'estat de desenvolupament nuclear representat per colors.
Els cinc països amb armes nuclears del Tractat de No Proliferació (NPT).
Altres països amb armes nuclears.
Països sospitosos de tenir armes nuclears o d'estar en procés de desenvolupar-les.
Països que alguna vegada van tenir armes nuclears o programes de desenvolupament d'armes nuclears.
Altres països capaços de desenvolupar armes nuclears en alguns anys si així ho decideixen.

Els països amb armes nuclears, anomenats sovint potències nuclears, pertanyen a tres grans grups: els que són membres del Tractat de No Proliferació Nuclear, els que no en són, i els que mantenen la seva condició nuclear en secret. Són potències nuclears declarades els Estats Units, Rússia, el Regne Unit, França, la República Popular de la Xina, Índia i Pakistan. Es creu que Israel també té armes nuclears, si bé no s'ha provat, i refusa publicar si en posseeix o no. Aquesta creença inclou, a més, a la República de Sud-àfrica, amb la qual Israel hauria desenvolupat conjuntament la bomba atòmica.
Recentment, la República Democràtica Popular de Corea (també anomenada Corea del Nord) s'ha declarat nou membre del Club Nuclear, tot i que no hi ha proves fiables sobre aquest extrem. També està al punt de mira el programa nuclear de l'Iran, ja que les grans potències són escèptiques sobre les promeses d'ús civil d'aquesta font d'energia, davant el fet que l'Iran posseeix una de les majors reserves petrolíferes del món.
El 2012 s'estima que la quantitat total d'armes nuclears existents es troba aproximadament entre 19.115 i 19.465 unitats, amb el detall següent:
| País                                                                    | Caps nuclears actius / total*                   | Estratègics desplegats | Tàctics desplegats | Reserva / manteniment | Per desmantellar | Any de les dades | Any de la primera prova             |
| ----------------------------------------------------------------------- | ----------------------------------------------- | ---------------------- | ------------------ | --------------------- | ---------------- | ---------------- | ----------------------------------- |
| Els cinc països amb armes nuclears del Tractat de No Proliferació (NPT) |                                                 |                        |                    |                       |                  |                  |                                     |
| Rússia (ex URSS)                                                        | ~4.430 (desplegats) / ~10.000~10.000            | ~2.430                 | ~2.000             | s/d                   | ~5.500           | 2012             | 1949 ("RDS-1")                      |
| Estats Units                                                            | ~2.150 (desplegats) + ~2.800 (reserva) / ~8.000 | ~1.950                 | ~200               | ~2.800                | ~3.000           | 2012             | 1945 ("Trinity")                    |
| França                                                                  | 300 (desplegats) / ~300                         | 240                    | 60                 | Mínims                | 0                | 2008             | 1960 ("Gerboise Bleue")             |
| R.P. de la Xina                                                         | ~178 (desplegats) / ~240                        | ~138                   | ~40                | ~62                   | 0                | 2011             | 1964 ("596")                        |
| Regne Unit                                                              | <160 (desplegats) / ~225                        | <160                   | 0                  | ~65                   | Previst          | 2011             | 1952 ("Hurricane")                  |
| Altres països amb armes nuclears                                        |                                                 |                        |                    |                       |                  |                  |                                     |
| Pakistan                                                                | 90-110                                          | s/d                    | s/d                | s/d                   | s/d              | 2011             | 1998 ("Chagai-I")                   |
| Índia                                                                   | 60-80                                           | s/d                    | s/d                | s/d                   | s/d              | 2010             | 1974 ("Smiling Buddha")             |
| Corea del Nord                                                          | 0-10                                            | s/d                    | s/d                | s/d                   | s/d              | 2005             | 2006                                |
| Països amb armes nuclears sense declarar                                |                                                 |                        |                    |                       |                  |                  |                                     |
| Israel                                                                  | 200-500                                         | s/d                    | s/d                | s/d                   | s/d              | 2005             | mai o el 1979 (vegeu Incident Vela) |

- Tots els nombres són estimacions del "Butlletí dels Científics Atòmics",[38] llevat que se citin altres referències. Si la diferència entre els caps nuclears actius i les totals és coneguda, apareixeran les dues dades separats per una barra obliqua. Si no es coneixen les dues dades, solament es donarà un. El nombre de reserves pot no contenir tots els caps nuclears intactes si una quantitat substancial de caps nuclears han estat programades per al seu desmantellament però el mateix encara no ha estat dut a terme; no tots els caps nuclears "actives" són desplegades en qualsevol temps donat. Quan es dona un rang d'estimació d'armes (p. ex., 0-10), això generalment indica que l'estimació s'ha fet sobre la quantitat de material fissible que probablement ha estat produït, i la quantitat de material fissible necessari per cap nuclear depèn de les estimacions de l'habilitat d'un país en el disseny de l'arma nuclear.